# Meister
Meister (von lateinisch magister für ‚Lehrer‘, ‚Gelehrter‘; englisch master bzw. master craftsman, auch foreman craftsman), Abk. Mstr., in Österreich Mst., im Handwerk in Deutschland auch me., ist ein höherer Berufsabschluss in handwerklichen, künstlerischen, technisch-gewerblichen, landwirtschaftlichen und weiteren Berufen.

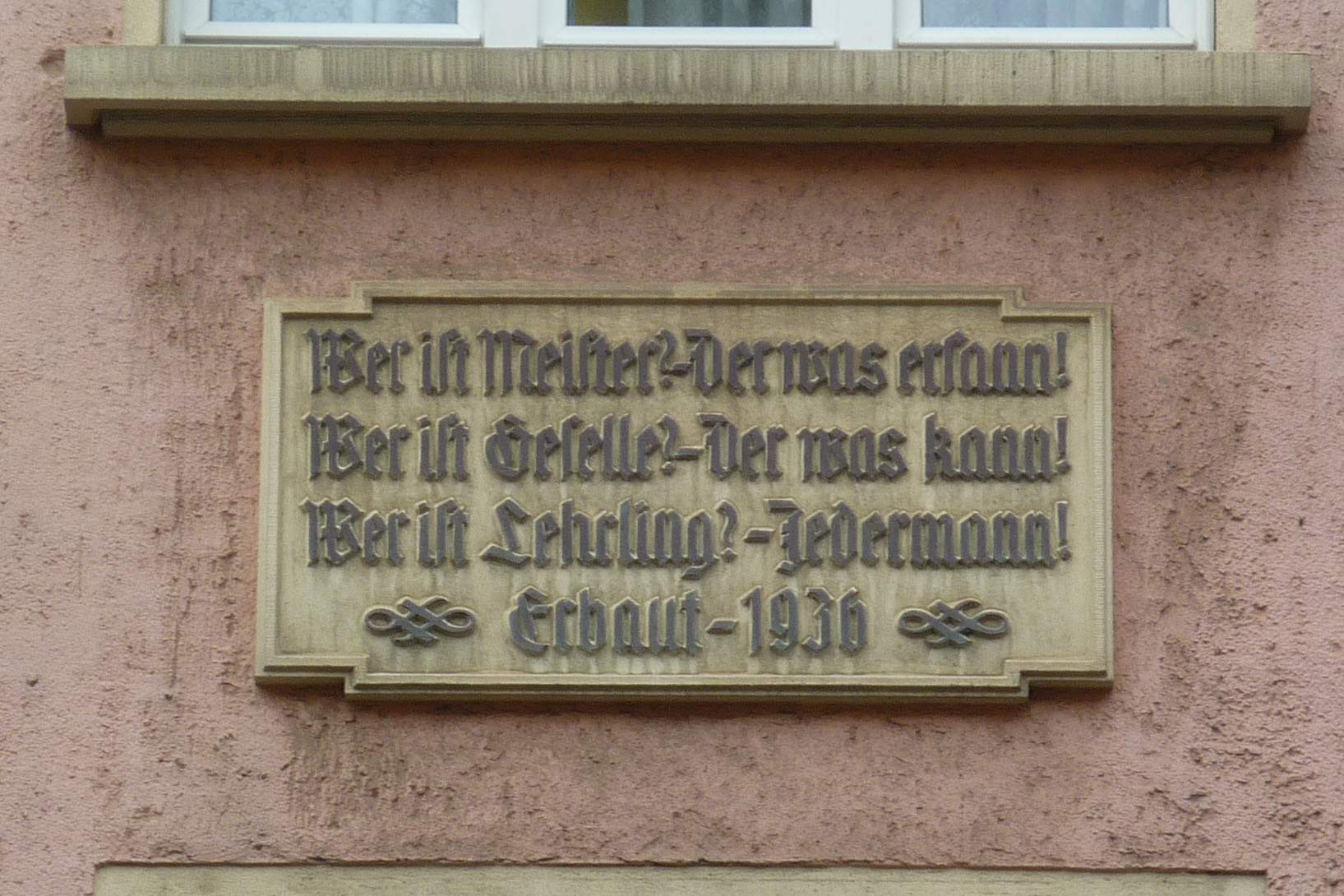
Wer ist Meister? – Der was ersann!
Wer ist Geselle? – Der was kann!
Wer ist Lehrling? – Jedermann!

## Geschichte des Meisters in den Gewerben
Die Geschichte des Meisters als Berufsabschluss fußt auf den Regeln der Zünfte, die seit dem Mittelalter bis zum Beginn der Industrialisierung Anfang des 19. Jahrhunderts das gewerbliche Leben vor allem der Städte prägten. Als Zusammenschluss von Handwerksmeistern formierten sie eine eigene soziale Gruppe in der Ständegesellschaft des Heiligen Römischen Reichs. Im Stand des „zünftigen Handwerkers“ waren drei Entwicklungsstufen vorgesehen: der Lehrling, der Geselle und der Meister, wobei allein Letzterem die vollen Zunft- und Bürgerrechte zustanden. Bis zum heutigen Tage haben sich im Handwerk zahlreiche Traditionen aus dieser Zeit im Brauchtum erhalten.
Obwohl sich mit den gesellschaftlichen Umstrukturierungen infolge der Industrialisierung die herkömmlichen ständischen Zunftordnungen nicht mehr aufrechterhalten ließen und das bürgerliche Streben nach Gewerbefreiheit viele Standesprivilegien hinfällig machte, gelang es dem Handwerk doch, die positiven Seiten einer geregelten dreistufigen Berufsausbildung in die neue Zeit zu retten, ja für andere Wirtschaftszweige in dieser Hinsicht sogar als Vorbild zu dienen:
- Nach dem teilweisen Versiegen des Zuflusses von ausgebildeten Handwerkern in die Industrie und der Entstehung spezifischer industrieeigener Qualifikationsbedürfnisse begann diese selbst Lehrlingen (heute unter der Bezeichnung Auszubildende) in einem geregelten Verfahren Berufskenntnisse zu vermitteln und den Industrie- und Handelskammern Prüfungsbefugnisse zu übertragen, wie sie früher den Zünften bzw. Innungen und später den Handwerkskammern zustanden. Unter der Bezeichnung Facharbeiter findet der Handwerksgeselle sein industrielles „Spiegelbild“.
- In der unmittelbaren Produktion trägt der im Auftrag des Unternehmers für die Arbeitsorganisation und -kontrolle Verantwortliche zunächst gewohnheitsmäßig den Titel „Meister“, obwohl er im Gegensatz zum Handwerksmeister nicht mehr Besitzer der Werkstätte und der Produktionsmittel ist. Mit der mehr und mehr formalisierten Ausbildung zum Werk- bzw. Industriemeister findet dieser schließlich die rechtlich gesicherte Anerkennung.
- Die Übertragung des Ausbildungsprinzips mit zertifiziertem Berufsabschluss auch in Bereiche des Dienstleistungssektors, in die Land-, Forst- und professionelle Hauswirtschaft sowie in den Handel und die Gastronomie entstanden weitere Möglichkeiten des Meistertitelerwerbs als Qualifikationsnachweis auch in diesen Feldern unter der Ägide der zuständigen Berufskammern oder staatlicher Bildungsverantwortung.

Trotz der unterschiedlichen Ausprägungen der Meisterausbildung in den Ländern des aus dem mittelalterlichen Reich mit seiner Ständeordnung hervorgegangenen deutschsprachigen Mitteleuropas ist der berufliche Titel „Meister“ überall ein sichtbarer Ausdruck der persönlichen Kompetenz bezüglich des vertretenen Faches und der zu tragenden Verantwortung seines Inhabers. In der DDR war „Verdienter Meister“ ein als staatliche Auszeichnung verliehener Ehrentitel.

## Deutschland
Der Meister ist in Deutschland eine sogenannte Aufstiegsfortbildung nach der Handwerksordnung oder dem Berufsbildungsgesetz, die in der Regel auf eine abgeschlossene Berufsausbildung aufbaut und zu einem öffentlich-rechtlich anerkannten Abschluss führt. Die Prüfungen finden bei den jeweiligen berufsständischen Körperschaften statt. Bildungsträger und Meisterschulen bieten Vorbereitungslehrgänge auf die Abschlussprüfungen an; für die Zulassung zu den Prüfungen ist die Teilnahme an einem Lehrgang allerdings nicht in allen Fällen verpflichtend.

### Abschlüsse auf Meisterebene

#### Handwerksmeister
Der Abschluss zum Handwerksmeister soll in erster Linie dazu befähigen, ein Handwerk selbständig auszuüben, somit einen eigenen Betrieb zu führen, und Lehrlinge einzustellen und auszubilden. Die Prüfung wird durch Meisterprüfungsausschüsse abgenommen, die als staatliche Prüfungsbehörden für die einzelnen Handwerksberufe am Sitz der Handwerkskammern (HWK) für ihren Bezirk eingerichtet sind.

#### Industriemeister
Der Aufgabenschwerpunkt der Industriemeister liegt in der fachlichen, organisatorischen und personellen Führung von Arbeitsgruppen oder Abteilungen in (Industrie-)Betrieben. Als Führungskraft nimmt der Industriemeister dabei eine Stellung zwischen Mitarbeitern  und Leitungsebene des Unternehmens ein. Die Prüfung wird durch den Meisterprüfungsausschuss der zuständigen Industrie- und Handelskammer (IHK) abgenommen.

#### Fachmeister verschiedener Berufe
Im Zuständigkeitsbereich der Industrie- und Handelskammern gibt es neben den klassischen Industriemeistern auch die geprüften Fachmeister, die nicht unmittelbar mit der industriellen Fertigung beschäftigt sind und nicht zum Handwerk zählen (beispielsweise Restaurantmeister, Küchenmeister, Hotelmeister, Betriebsbraumeister, Floristmeister, Logistikmeister, Meister für Schutz und Sicherheit, Wassermeister, Meister für Kraftverkehr, Meister für Veranstaltungstechnik usw.). Sie legen ihre Meisterprüfung vor einer Industrie- und Handelskammer (IHK) ab.

#### Landwirtschaftsmeister
Der Landwirtschaftsmeister übernimmt Fach- und Führungsaufgaben in der Agrarwirtschaft. Er ist beispielsweise für die Planung und Durchführung der pflanzlichen und tierischen Produktion sowie für den Einsatz der entsprechenden Maschinen und Betriebsmittel zuständig. Die Prüfung wird bei der zuständigen Landwirtschaftskammer oder dem zuständigen Ministerium für Landwirtschaft und Ernährung abgelegt. – (Meisterbauer bzw. Meisterbauer der genossenschaftlichen Produktion in der DDR waren keine Berufsbezeichnungen, sondern Auszeichnungen und Ehrentitel.)

#### Forstwirtschaftsmeister
Der Forstwirtschaftsmeister leitet die Arbeitsprozesse bei der Pflege und Bewirtschaftung von Wäldern an, indem er für die vorschriftsmäßige Ausführung von Arbeiten und die Einhaltung der Sicherheitsvorschriften sorgt. Außerdem ist er Ausbilder für den Beruf des Forstwirts. Die Meisterprüfung ist bundesweit einheitlich geregelt. Lehrgänge werden von verschiedenen Bildungsträgern angeboten, sind für die Zulassung zur Prüfung jedoch nicht verpflichtend.

#### Fischwirtschaftsmeister
Mit der Meisterprüfung zum Fischwirtschaftsmeister werden die erforderlichen Kenntnisse und Fertigkeiten nachgewiesen, einen Fischereibetrieb selbständig zu führen und die in der Fischereiwirtschaft vorkommenden Arbeiten auf hohem Niveau auszuführen. Außerdem bildet der Fischwirtschaftsmeister im Beruf Fischwirt ordnungsgemäß aus. Voraussetzung zur Zulassung zur Ausbildung und Prüfung ist der Abschluss im Beruf Fischwirt oder in einem anderen landwirtschaftlichen Ausbildungsberuf und dreijährige Praxis in der Fischwirtschaft, u. U. genügt auch eine fünfjährige Berufspraxis.

#### Hauswirtschaftsmeister
Meister der Hauswirtschaft übernehmen Fach- und Führungsaufgaben in hauswirtschaftlichen Betrieben. Sie kümmern sich um die hauswirtschaftliche Versorgung und die Betreuung von Personen. Die Prüfung wird durch Prüfungsausschüsse abgenommen, die von der jeweils zuständigen Stelle der Bundesländer bestimmt werden.

#### Revierjagdmeister
Zum Revierjagdmeister können sich Berufsjäger mit dem erfolgreichen Abschluss als Revierjäger oder mit als gleichwertig angesehenen Berufserfahrungen fortbilden. Das Verfahren ist bundeseinheitlich in der Revierjagd-Meisterprüfungsverordnung geregelt. – (Bei der Bezeichnung Wildmeister handelt es sich um keine Berufsbezeichnung, sondern um einen Ehrentitel, der – ebenso wie der Ehrentitel eines Revieroberjägers – vom Bundesverband Deutscher Berufsjäger an besonders verdiente Revierjagdmeister verliehen werden kann.)

#### Fachwirt und weitere Qualifikationen auf Meisterniveau
Auch für kaufmännische Berufe gibt es eine Qualifikation auf der Qualifikationsstufe des Meisters: den branchenbezogenen geprüften Fachwirt und den funktionsbezogenen geprüften Fachkaufmann. Darüber hinaus besteht im Rahmen der IHK-Weiterbildungsstruktur mit den Operativen Professionals eine Fortbildungsmöglichkeit für IT-Berufe und mit dem Geprüften Aus- und Weiterbildungspädagogen eine Höherqualifikation im Ausbildungsbereich. Die Prüfung wird vor einem Ausschuss der zuständigen Industrie- und Handelskammer abgelegt. – In Ostbelgien (Deutschsprachige Gemeinschaft) und in Südtirol wird bei gleichartigen Aufstiegsausbildungen der Meistertitel vergeben (s. unten).

### „Meister“ als rechtlich geschützte Bezeichnung und Abgrenzung
Im Handwerksbereich darf die Ausbildungsbezeichnung Meister – in Verbindung mit einem Handwerk – nur führen, wer die Meisterprüfung in dem entsprechenden Handwerk bestanden hat. Obermeister oder Innungsmeister ist die Amtsbezeichnung des gewählten Vorsitzenden einer Innung, Kreishandwerksmeister die des gewählten Vorsitzenden einer Kreishandwerkerschaft.
Auch die formal erworbenen Bezeichnungen geprüfter Industriemeister, die Fachmeister-Titel der Industrie- und Handelskammern sowie die Meistertitel in der Land-, Forst- und Hauswirtschaft und im Jagdwesen sind als Ausweis einer anerkannten Aufstiegsfortbildung gesetzlich geschützt, nicht jedoch die in Industrie und Gewerbe gebräuchlichen, auf einer Ernennung beruhenden Meister-Bezeichnungen für Inhaber von Führungspositionen mit lediglich abgeschlossener Fachausbildung und evtl. einer innerbetrieblichen Fortbildung, wie zum Beispiel Werkmeister, Betriebsmeister, Werkstattmeister, Abteilungsmeister, Schichtmeister, Produktionsmeister, Montagemeister oder auch schlicht nur Meister.
Über die Meister in den oben genannten Abschlüssen hinaus sind Wortzusammensetzungen mit -meister die Bezeichnung für einige Berufe und berufliche Funktionen, zum Beispiel Baumeister, Sprengmeister, Tonmeister, Schnittmeister, Hausmeister oder Schwimmmeister. Diese Bezeichnungen sind jedoch keine Abschlüsse von Aufstiegsfortbildungen, sondern sollen zum einen die leitende Funktion (Tonmeister, Schnittmeister) markieren, zum anderen ist sie die Abschlussbezeichnung einer Berufsausbildung (bspw. Masseur und medizinischer Bademeister).
Auch Amtsbezeichnungen von Beamten enthalten das Wort -meister (zum Beispiel Polizeiobermeister oder Bürgermeister); zu Forstmeister s. Oberförster. Die den Professoren an Kunstakademien entsprechenden künstlerischen Werkstattleiter am Staatlichen Bauhaus trugen den Titel Formmeister. Vgl. auch Lesemeister, Schulmeister, Kapellmeister und Konzertmeister.
Bei der Bundeswehr werden Unteroffiziere mit Portepee, die nach Ausbildung, Prüfung und Ernennung bestimmte Aufgaben wahrnehmen, als Meister bezeichnet (beispielsweise Luftrettungsmeister, Sonarmeister, Sanitätsmeister, Lademeister, Schirrmeister).

### Europäischer Qualifikationsrahmen
In Deutschland einigten sich Bund und Länder sowie weitere Partner im Februar 2012 darauf, an Handwerks-, Industrie- und Handelskammern erworbene Meisterbriefe im Rahmen der Erstellung des Europäischen Qualifikationsrahmens (EQR) auf die Stufe 6 von 8 einzuordnen. Damit steht ein Meisterabschluss mit dem Bachelor (B.Eng., B.Sc.) auf der gleichen Stufe, ebenso der staatlich geprüfte Techniker sowie der staatlich geprüfte Betriebswirt. Meister und Bachelor wurden dem Niveau 6 des Deutschen Qualifikationsrahmens (DQR) zugeordnet, weil es sich um gleichwertige, nicht aber gleichartige Qualifikationen handele. Beide Qualifikationen wurden in unterschiedlichen Bildungsbereichen erworben und unterscheiden sich sowohl hinsichtlich ihrer Kompetenz- als auch Aufgabenprofile; der DQR beseitigt diese Unterschiede nicht, vielmehr bleiben alle bisherigen Abschluss- und Qualifizierungsarten erhalten. Ebenso wird das bestehende System der nationalen Zugangsberechtigungen vom DQR nicht berührt. Insofern berechtigt ein Meisterbrief wie bisher zum direkten Zugang zum Bachelor-, nicht jedoch zum Masterstudium. Auch berühren die Zuordnungen zu den Niveaus des DQR nicht bestehende tarif- oder besoldungsrechtliche Regelungen.
Zu diesem Sachverhalt veröffentlichte der VDI ein Positionspapier, welches herausstellt, dass die Meister- und Techniker-Abschlüsse dem gleichen Kompetenzniveau zum Bachelor entsprächen, jedoch nicht gleichartig seien.

### Förderung der Aufstiegsfortbildung zum Meister
Fachkräfte mit einer nach der dem Berufsbildungsgesetz (BBiG) oder der Handwerksordnung (HwO) anerkannten, abgeschlossenen Erstausbildung oder einem vergleichbaren Berufsabschluss können für die Fortbildung zum Meister eine Ausbildungsförderung nach dem Aufstiegsausbildungsförderungsgesetz (sogenanntes Meister-BaFöG) erhalten. Voraussetzung ist, dass sie an einer Fortbildung teilnehmen, die gezielt auf eine entsprechende öffentlich-rechtliche Prüfungen vorbereitet. Der Abschluss der Fortbildung muss über dem Niveau einer Facharbeiter-, Gesellen- und Gehilfenprüfung oder eines Berufsfachschulabschlusses liegen, was bei der Meisterprüfung der Fall ist. Akademische Abschlüsse, die über dem Meister liegen (zum Beispiel Fachhochschul- oder Universitätsabschlüsse), werden auf diesem Wege nicht gefördert, hier kommen Maßnahmen nach dem Bundesausbildungsförderungsgesetz in Betracht.
Die Förderung umfasst sowohl Teilzeit- als auch Vollzeitmaßnahmen. Der Maßnahmebeitrag setzt sich aus einem Beitrag zu den Lehrgangs- und Prüfungsgebühren (maximal 10.226 Euro) und aus den Kosten des Prüfungsstückes (maximal 1534 Euro) zusammen und wird einkommens- und vermögensunabhängig gewährt. Bei Vollzeitmaßnahmen kann, in Abhängigkeit von Einkommen und Vermögen, ein Beitrag zum Lebensunterhalt gewährt werden. 30,5 % der Fördersumme wird als Zuschuss vergeben, 69,5 % als Darlehen. Der Zuschuss zum Prüfungsstück wird ausschließlich als Darlehen vergeben. Seit dem 1. Juli 2009 können zusätzlich 25 % des Darlehens auf Antrag in einen Zuschuss umgewandelt werden, der nicht zurückgezahlt werden muss. Eine weitere Umwandlung ist auf Antrag möglich, wenn der Geförderte einen Betrieb gründet oder übernimmt und mindestens einen dauerhaft sozialversicherungspflichtigen Beschäftigten oder Auszubildenden einstellt. In diesem Fall können 33 % des Darlehens für die Lehrgangs- und Prüfungsgebühren erlassen werden. Die Mindestdarlehnssumme beträgt aber 33 % des ursprünglichen Darlehens, auch wenn mehrere Erlassgründe zusammenfallen.

### Status und Bedeutung des Titels in der DDR
In der Deutschen Demokratischen Republik gab es zwei Typen des Meisters:
- den Meister im Handwerk in der auch in Westdeutschland gepflegten Tradition handwerklicher Ausbildung. Prüfungsinstanz waren die in der DDR fortbestehenden Handwerkskammern. Der Besitz des Meisterbriefs war die Voraussetzung für die Eintragung in die Handwerksrolle und die Ausübung des Berufs als Selbständiger. Mit der staatlich betriebenen Auflösung selbständiger Handwerksbetriebe durch Gründung von Produktionsgenossenschaften des Handwerks sowie deren allmähliche Eingliederung in Volkseigene Betriebe verlor die Qualifikation zum Handwerksmeister an Bedeutung. (Näheres s. Hauptartikel Handwerksmeister)
- den Meister im volkseigenen Betrieb bzw. in der volkseigenen Industrie (kurz auch VE-Meister), dessen Tätigkeit der des westdeutschen Industriemeisters unter den anderen Bedingungen in einem sozialistischen Wirtschaftssystem vergleichbar ist. (Näheres s. Hauptartikel Industriemeister)

In der DDR bestand außerdem die Möglichkeit, erfahrenen Facharbeitern und Handwerkern den Meistertitel ohne Ausbildung und Prüfung zuzuerkennen. Dies geschah insgesamt zwar relativ selten, wurde aber in den 1980er Jahren im Dienstleistungsbereich häufiger praktiziert.
Nach dem Einigungsvertrag vom 31. August 1990 zwischen der Bundesrepublik Deutschland und der Deutschen Demokratischen Republik stehen die in beiden Staaten erworbenen Bildungsabschlüsse „einander gleich und verleihen die gleichen Berechtigungen, wenn sie gleichwertig sind“ (Artikel 37, Abs. 1); vgl. zur konkreten Handhabung beim Meisterabschluss die Artikel Handwerksmeister und Industriemeister.

## Österreich
Der Meister ist die höchste Stufe der beruflichen Ausbildung in Österreich. Nach der Einordnung des Meisters auf Stufe 6 im Nationalen Qualifikationsrahmen (NQR) und damit der Gleichstellung mit dem Bachelor wurde mit der Novelle zur Gewerbeordnung vom 8. Juli 2020 der Meistertitel als eintragungsfähiger Titel beschlossen.
Personen, die eine Meisterprüfung erfolgreich abgelegt haben, sind berechtigt, sich mit Bezug auf das jeweilige Handwerk als „Meisterin“ oder „Meister“ zu bezeichnen und sie in vollem Wortlaut oder auch in Kurzform (z. B. „Mst.“, „Mst.in“ oder „Mstin“) vor ihrem Namen zu führen. Es darf auch die Eintragung in amtlichen Urkunden verlangt werden (z. B. Reisepass, Führerschein, Personalausweis u. a.). Die Bezeichnung vor dem Namen ergänzt auch die Verwendung des Gütesiegels „Meisterbetrieb“ (§ 21 Abs. 4 GewO 1994). 
In Österreich wird unterschieden zwischen dem gewerblichen Meister und dem Werkmeister. Der gewerbliche Meister ist mit dem deutschen Handwerksmeister vergleichbar, der Werkmeister entspricht dem deutschen Industriemeister. Im Gegensatz zum Werkmeister verfügt der gewerbliche Meister auch über die notwendige kaufmännische Ausbildung zur selbständigen Unternehmensführung. Für Werkmeister besteht die Möglichkeit, zusätzlich einen Unternehmerkurs zu belegen, um wie der gewerbliche Meister die notwendige kaufmännische Ausbildung zur selbständigen Unternehmensführung zu erhalten.
Weiterhin besteht die Möglichkeit der Prüfung zum Landwirtschaft-, Forstwirtschafts- und Hauswirtschaftsmeister bei den Landwirtschaftskammern der Bundesländer.

## Schweiz
Die Meisterausbildung wurde in der Schweiz in die höhere Berufsbildung aufgenommen und findet sich darin als Berufsprüfung und höhere Fachprüfung wieder. Der Abschluss der höheren Fachprüfung bzw. das verliehene eidgenössische Diplom gilt als äquivalent zum deutschen Meisterbrief.
Unterschiede zu Deutschland
In der Schweiz wird oft noch eine ein- oder mehrjährige berufliche Praxis nach der Lehre gefordert. In vielen Berufen ist die Ausbildung gestuft, die Zulassung zur Höheren Fachprüfung setzt das Bestehen einer oder mehrerer Berufsprüfungen voraus.
Der Besuch einer Meisterschule ist nicht zwingend notwendig, der Besuch von Vorbereitungskursen aber immer empfohlen bzw. in manchen Verordnungen vorgeschrieben.
Die Abschlussurkunde ist ein eidgenössisches Diplom und nicht wie in Deutschland der Meisterbrief. Die Berufsbezeichnung kann (beispielsweise eidg. dipl. Bootbaumeister, eidg. dipl. Meisterlandwirt), muss aber nicht (beispielsweise eidg. dipl. Elektroinstallateur) den Begriff „Meister“ enthalten.
Die Bezeichnung eidgenössisches Diplom stellt insbesondere in Deutschland ein Problem dar, weil in Deutschland das Diplom für akademische Abschlüsse reserviert ist.

## Luxemburg
Im Großherzogtum Luxemburg existiert allein im Handwerk, nicht jedoch im Sektor Industrie oder anderen Wirtschaftsfeldern die Möglichkeit, einen Meisterbrief (luxemburgisch Meeschterkaart, auf der Urkunde französisch Brevet de Maîtrise) zu erwerben. Zuständig für die Ausbildung und die Prüfung ist die luxemburgische Handwerkskammer (Chambre des Métiers). Die rechtlichen Regelungen gleichen weitgehend denen in Deutschland (s. Hauptartikel Handwerksmeister).

## Belgien (Deutschsprachige Gemeinschaft)
Die Deutschsprachige Gemeinschaft Belgiens kennt ebenfalls die Meisterausbildung. Sie richtet sich als Qualifikationsangebot an entsprechend vorgebildete Personen in zahlreichen Gewerbebereichen und ist nicht nach den Tätigkeitssektoren des Handwerks, der Industrie, des Handels und sonstiger Wirtschaftsfelder geschieden.
Die Aufsichtsbehörde ist das Institut für Aus- und Weiterbildung im Mittelstand und in kleinen mittelständischen Unternehmen (IAWM).

## Italien (Südtirol)
In der Autonomen Provinz Bozen – Südtirol bietet die Landesverwaltung in ihrem Bereich deutsche Berufsbildung die Ausbildung zum Meister für mehr als 70 praktische Berufe des Handwerks, der Gastronomie oder des Handels an.